# Meokrnje
Meokrnje je planina u Bosni i Hercegovini, na prostoru središnje Bosne. Smještena je između Teslića i Zenice. Najveći vrh nalazi se na 1425 metara nadmorske visine
.